# Kagerō nikki
Pour les articles homonymes, voir Kagerō (homonymie) et Nikki.

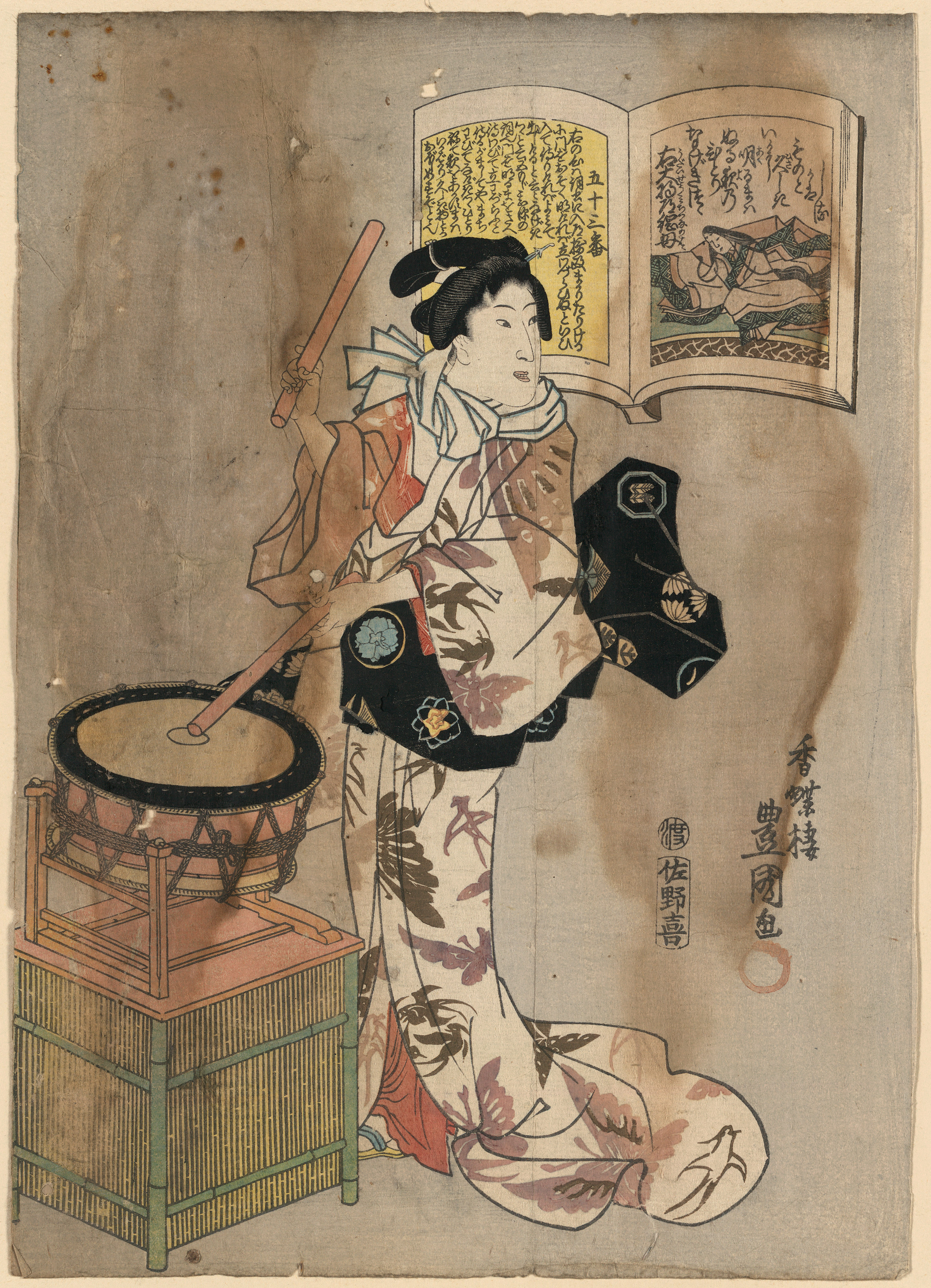
Udaisho michitsuna no haha, gravure sur bois d'Utagawa Kunisada (1843).

Le Kagerō nikki (蜻蛉日記, Journal d'une éphémère) est un classique de la littérature japonaise datant de l'époque de Heian et relevant du genre nikki bungaku, c'est-à-dire « littérature de journal ». Composé vers 974, le Kagerō nikki a pour auteur la poétesse connue sous le nom Fujiwara no Michitsuna no Haha, aussi appelée « la mère de Michitsuna » mais dont le nom véritable est inconnu. En combinant la prose et la poésie waka, elle évoque la vie d'une femme de la cour impériale à l'époque de Heian.

## Origine
Durant l'époque de Heian, les grandes familles conservent souvent et font compiler leurs poésies dans un recueil familial de poèmes, le Kashu. Il est probable que Fujiwara no Kaneie, son mari, a demandé à la mère de Michitsuna de créer une telle collection pour leur famille. Mais c'est de l'ajout de ses propres expériences avec les poèmes qu'elle et Kaneie ont échangés qu'est issu le Kagerō nikki. Dès le début, la mère de Michitsuna révèle ses préoccupations en explorant la réalité de son état.

## Histoire
Le Kagerō nikki est consacré au développement de la relation qu'entretient la mère de Michitsuna avec Kaneie et sur la façon dont ces expériences l'affectent. Les entrées du journal détaillent des événements d'une importance affective particulière, ainsi quand Kaneie se rend chez d'autres femmes tandis qu'elle reste à la maison et prend soin de leur fils. Les sentiments profonds de mère de Michitsuna pour Kaneie sont manifestes dans la façon dont ses paroles prennent un ton d'angoisse intérieure quand se raréfient les visites de Kaneie.
Pour essayer de trouver un peu de réconfort, la mère de Michitsuna effectue divers pèlerinages aux temples et dans les montagnes qui ont une importance religieuse. Elle souhaite souvent devenir nonne, mais l'effet que cela pourrait avoir sur l'avenir de son fils la tourmente et l'empêche de jamais prendre les vœux bouddhistes.
Vers la fin du journal, elle accepte la séparation d'avec Kaneie et se consacre aux soins de son fils et de sa fille adoptive.

## Style
Le Kagerō nikki est un journal intime mais il est « écrit dans une combinaison de styles. La première moitié est caractérisée par la mémoire, la seconde par des entrées au jour le jour ». Ses entrées rapportent certains événements qui suscitent des émotions trop fortes pour qu'elle les garde en son sein. La quantité de temps qui s'écoule entre ces événements est parfois de plusieurs semaines voire plusieurs mois, ce qui est tout à fait différent d'un journal régulier.
La mère de Michitsuna est créditée de la création d'« une nouvelle forme d'expression de soi et d'exploration psychologique, qui élargit le potentiel de la prose kana et influence l'écriture féminine ultérieure, dont celle du Genji monogatari ». Elle parvient à s'exprimer de façon naturelle et intime en utilisant le point de vue à la première personne autorisé par le genre du journal intime.
Une autre caractéristique de son style est la façon unique dont elle catalogue les gens de son entourage. Dans une entrée par exemple, elle écrit : « Cette magnifique personne de l'allée de Machi » lorsqu'elle évoque une femme avec qui Kaneie a une liaison. Le ton sarcastique reflète l’attitude de l'auteur vis-à-vis de la personne en question : « Cette façon d'étiqueter autrui montre combien elle est égocentrique dans ses rapports avec les autres, les définissant uniquement en relation à elle-même. »

## Coutumes matrimoniales
Le Kagero nikki est la première œuvre littéraire dans laquelle les relations et les coutumes de l'époque de Heian sont clairement représentées. La pratique du mariage dans le Japon de l'époque tourne autour de l'idée de « double résidence » qui veut que le mari vive dans une maison séparée tandis que la femme reste chez ses parents. Bien qu'il n'existe pas de procédure structurée pour le divorce, l'arrêt des visites marquent la fin d'une relation. En exprimant sa frustration avec cette pratique, la mère de Michitsuna fournit de précieux renseignements sur la vie des couples mariés à l'époque de Heian.

## Auteur

### Biographie
Née en 935, fille du gouverneur provincial Fujiwara no Tomoyasu, la mère de Michitsuna appartient à la classe aristocratique de rang moyen. En 954, à l'âge de dix-neuf ans, elle épouse Fujiwara no Kaneie (929-990) qui vient récemment d'accéder au poste de capitaine des « gardes de la droite ». Kaneie deviendra plus tard udaijin (ministre de la Droite) et régent sessho et kanpaku après que sa fille a donné naissance au fils de l'empereur En'yū. Bien que Kaneie continue de s'élever dans la hiérarchie sociale, la condition de la mère de Michitsuna en tant qu'épouse secondaire et mère d'un seul enfant la laisse dans une situation sociale instable. Ses relations ténues avec Kaneie la poussent à chercher à prendre la tonsure, mais son fils et sa famille la convainquent de rester dans le monde séculier. Plus tard, elle adopte la fille née d'une aventure de Kaneie. Peu de temps après se terminent les seize années de mariage de la mère de Michitsuna. Selon son journal, elle consacre sa vie à ses enfants et Michitsuna est plus tard en mesure d'atteindre le poste de conseiller principal.

### Importance littéraire
La mère de Michitsuna est connue pour son talent en poésie waka, ou poésie classique de trente et une syllabes. Le fait que ses poèmes sont inclus dans les recueils tels que le Cent poètes, cent poèmes de Fujiwara no Teika (vers 1235) et dans la troisième anthologie impériale Shūi wakashū, témoignent de sa réputation. La réalisation la plus connue de la mère de Michitsuna reste cependant son Kagerō nikki.

### Postérité
Dans une société où l'écriture kana japonaise appartenant au domaine des femmes est considérée comme inférieur à l'écriture chinoise des hommes instruits, les femmes de l'époque de Heian ont produit ce que l'on appelle aujourd'hui quelques-unes des œuvres les plus durables et classiques de la littérature japonaise. La mère de Michitsuna, même si elle a supposé que son œuvre serait aussi éphémère que « le journal d'un éphémère ou la chaleur chatoyante d'un jour d'été », a joué un rôle crucial dans cette postérité.